# New Albany (Kansas)
Pour les articles homonymes, voir New Albany.
New Albany est une municipalité américaine située dans le comté de Wilson au Kansas.
Lors du recensement de 2010, sa population est de 56 habitants. La municipalité s'étend alors sur une superficie de 0,23 mille carré (0,6 km2).
La localité est fondée en 1866. Son bureau de poste ouvre la même année. Elle est nommée d'après la ville de New Albany dans l'Indiana.